# Toreno
Toreno es un municipio y villa española de la provincia de León, en la comunidad autónoma de Castilla y León. Se encuentra en la comarca de El Bierzo y cuenta con una población de 2855 habitantes (INE 2024). La villa de Toreno, sede del Ayuntamiento, está situada a 108 kilómetros de León, a través de Bembibre, y a 23 kilómetros de Ponferrada.
Conserva restos de lo que se considera que fue un castro celta y del palacio del Conde de Toreno, siglo XVII, además de una picota medieval.
Es uno de los municipios bercianos que son bilingües, hablándose leonés en el mismo.

## Geografía

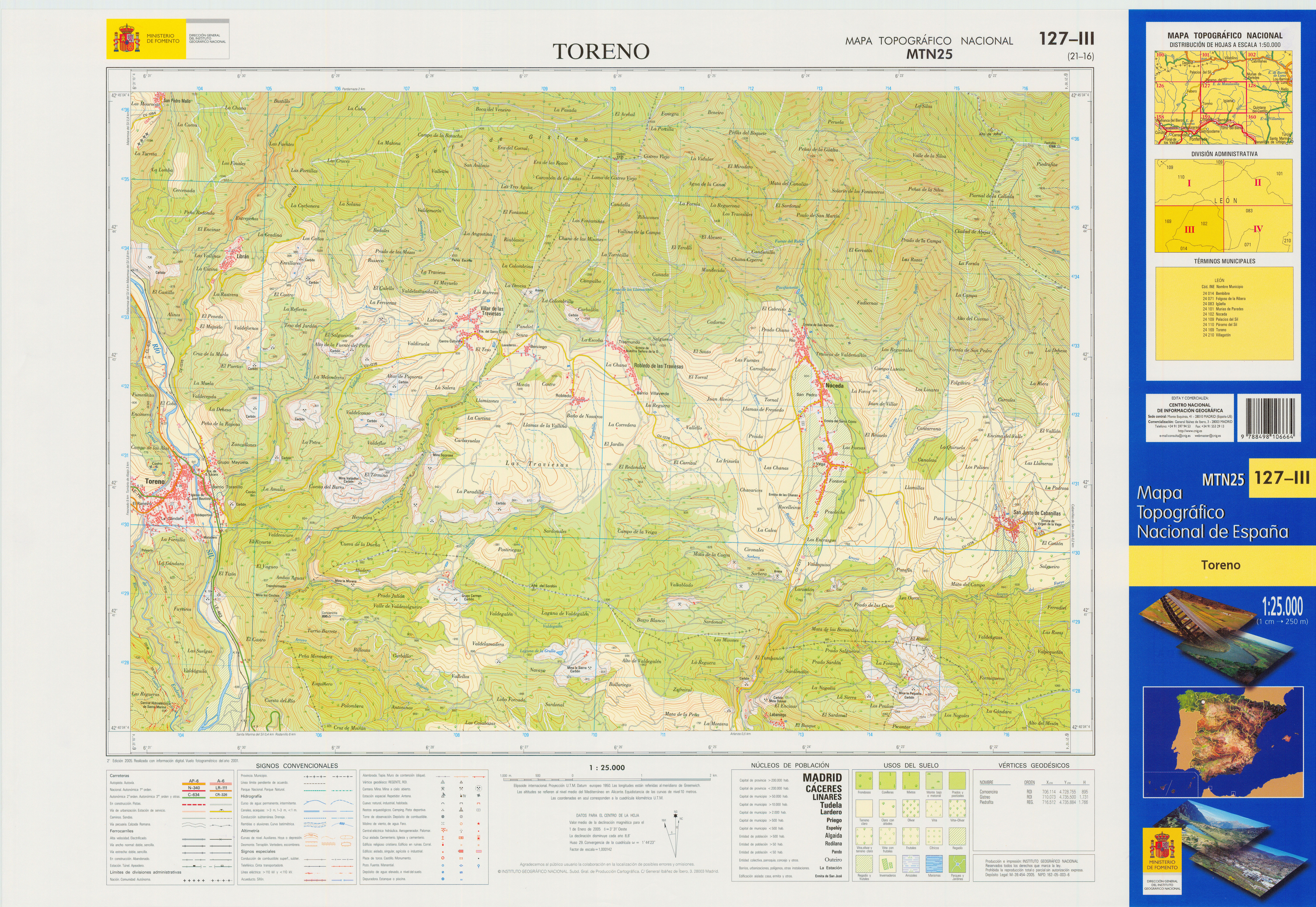
Fragmento de la hoja 127 del Mapa Topográfico Nacional de España de 2005 en el que se representa parte de Toreno

La villa de Toreno se encuentra enclavada el en valle del río Sil, que parte en dos la localidad, la villa propiamente dicha en la margen derecha y el barrio de Torenillo en la izquierda y a una cota inferior.
Disfruta de un microclima templado y subhúmedo determinado por la asociación de la influencia atlántica y mediterránea. En territorio se hallan terrenos fértiles, pero debido a las heladas tardías y a las temperaturas más bajas que en la hoya berciana, no se cultivan comercialmente.
El territorio del municipio se caracteriza por su accidentalidad, aunque pueden encontrarse extensiones más o menos llanas en las vegas de los ríos. La altitud máxima es de 1721 msm y se encuentra en el pico de Gistredo, en la sierra del mismo nombre, la mínima es de 610 msm y se encuentra en los alrededores de Santa Marina de Sil, en el valle del río, en el límite con el municipio de Cubillos del Sil.
Numerosos ríos y arroyos cruzan el municipio, siendo los más importantes por caudal y extensión, el río Sil, río Primout, arroyo Velasco, río Castro y arroyo Valdeflor.

## Historia

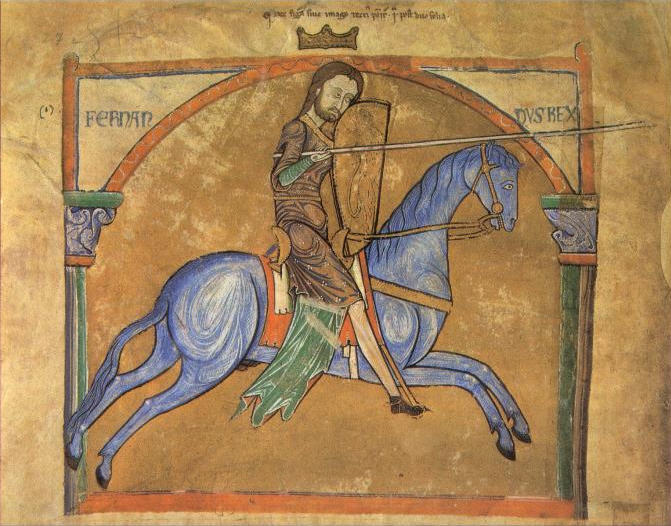
Fernando II de León cedió Santa Leocadia a la iglesia de Astorga

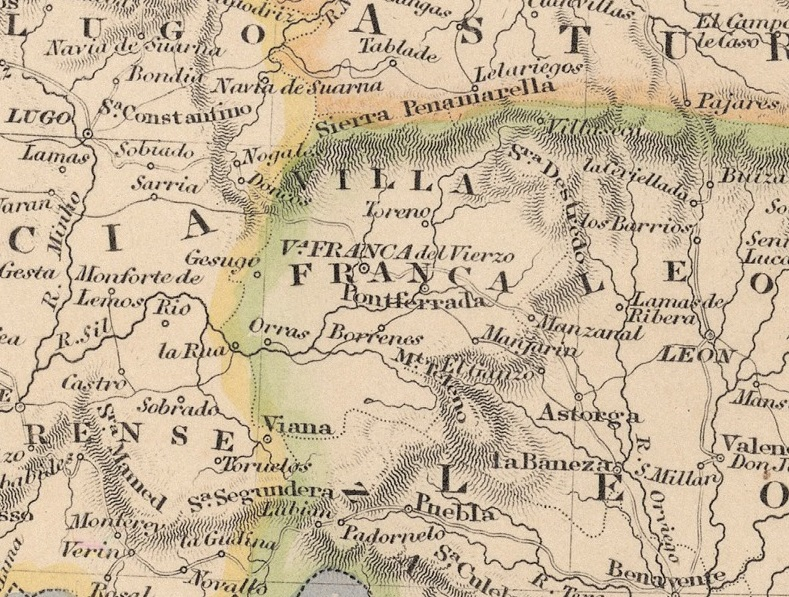
Detalle de la provincia de Villafranca en el mapa ‘’Spain & Portugal’’ de John Dower, en el que puede observarse Toreno

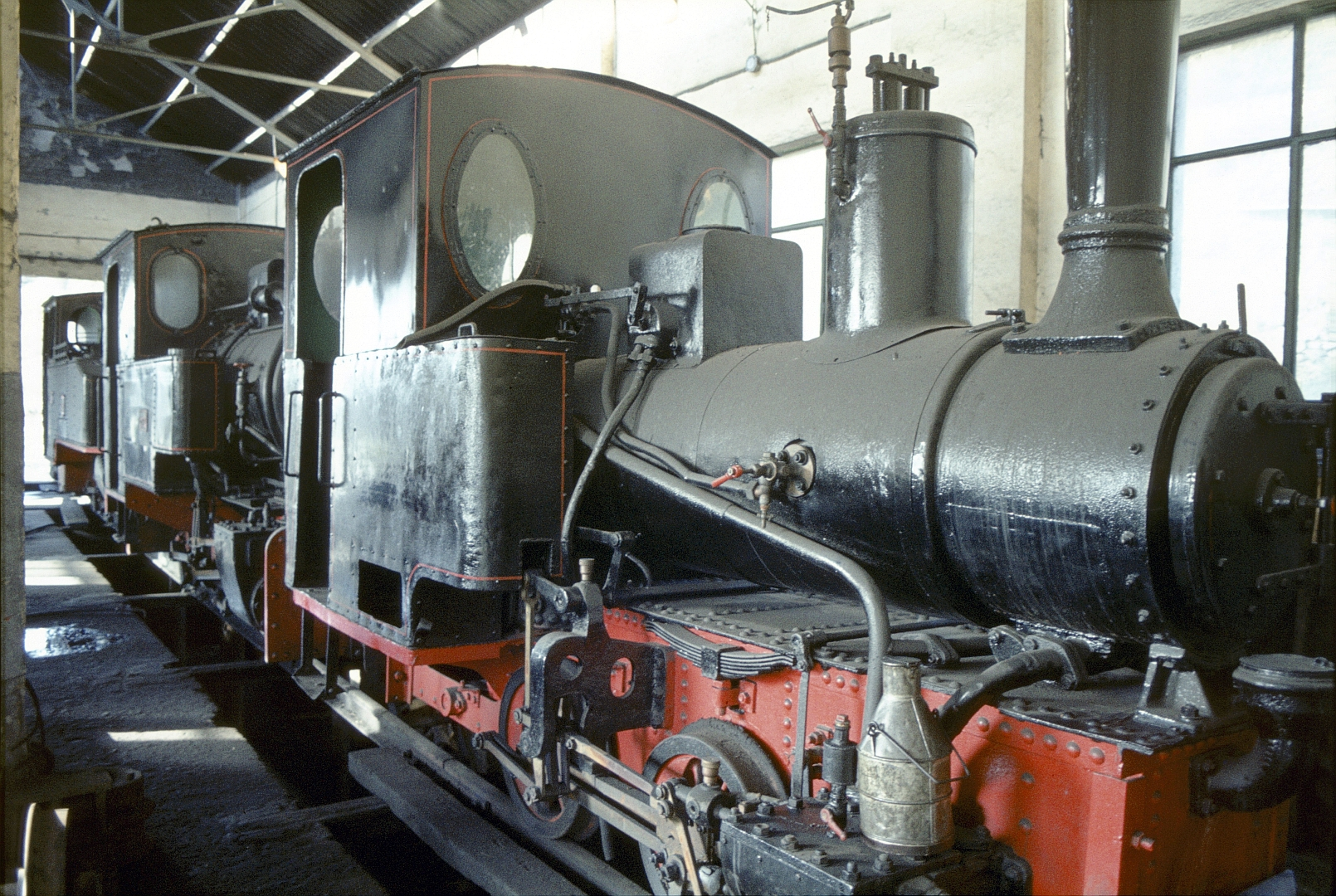
La revolución industrial que supuso la minería de carbón trajo consigo la llegada del ferrocarril al municipio

Los primeros vestigios de presencia humana en el municipio de Toreno se sitúan en la Edad del Bronce, época en la que se datan las pinturas rupestres existentes en Librán y San Pedro Mallo, siendo las más importantes de ellas las del Buracón de los Mouros, en la garganta del río Primout, junto a Librán.

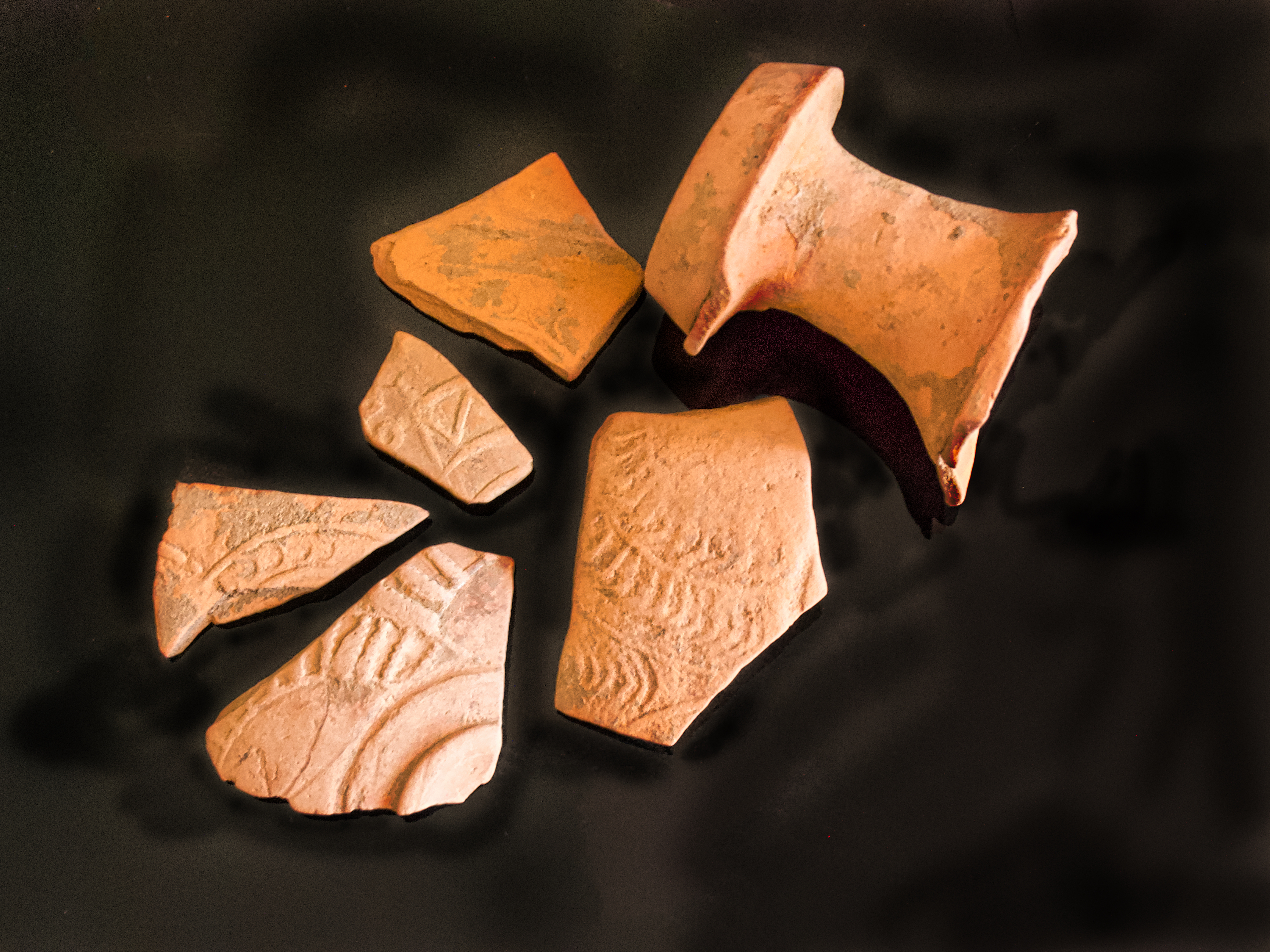
TSHT del castro de Toreno

Posteriormente, ya en época astur, una serie de castros en Librán, Tombrio de Arriba, Toreno y Villar de las Traviesas corroboran la presencia humana antes de la llegada de los romanos a la zona, que se data en torno al siglo IV en el actual municipio, época de la que se encontraron restos de cerámicas, y que erigieron un puente para el paso del río Sil.
La Edad Media trajo consigo al actual municipio la erección de los monasterios de Santa Leocadia y San Juan de Toreno, en los siglos IX y X, quedando integrado Toreno en el reino de León, naciendo del proceso repoblador de sus monarcas las actuales localidades del municipio.
Ya en el siglo XII, en 1170 el rey Fernando II de León cedió a la iglesia de Astorga el control del monasterio de Santa Leocadia, mientras que en el año 1225 su sucesor en el trono, Alfonso IX de León, otorgó fuero propio a los territorios de Ribas del Sil de Yuso y de Suso, los cuales fueron cedidos posteriormente, en 1396, a Pedro Suárez de Quirós, cuyo linaje mantuvo su control hasta el final del Antiguo Régimen, mientras que la villa de Toreno y los lugares de su jurisdicción (Librán, Matarrosa, San Pedro Mallo, Santa Leocadia y Langre), continuaron en manos de la iglesia de Astorga hasta 1581, en que fueron vendidos por Felipe II a Antonio Vázquez Buelta.
En el siglo XV, con la reducción de ciudades con voto en Cortes a partir de las Cortes de 1425, Toreno pasó a estar representado por León, lo que le hizo formar parte de la provincia de León en la Edad Moderna, situándose dentro de ésta en el partido de Ponferrada.
Posteriormente, en 1657, Felipe IV otorgó el título de Conde de Toreno a Álvaro Queipo de Llano y Valdés, título que fue elevado a la dignidad de grande de España en el siglo XIX, siglo en cuyo inicio destacó en la Guerra de la Independencia Española el guerrillero local conocido como Lorenzón, que participó en la defensa de Astorga frente a las tropas francesas en sus dos asedios. Asimismo, también en el contexto de este conflicto bélico, la Junta Suprema de León, encabezada por el general Luis de Sosa, llegó a establecer en Toreno su sede, reuniéndose en la localidad el 3 de enero de 1809.
Posteriormente, en 1821 Toreno fue una de las localidades que pasó a formar parte de la provincia de Villafranca, si bien al perder ésta su estatus provincial al finalizar el Trienio Liberal, en la división de 1833 Toreno quedó adscrito a la provincia de León, dentro de la Región Leonesa.
Finalmente, el siglo XX trajo consigo la llegada de la revolución industrial al municipio de la mano de la minería del carbón y, con ello, una transformación total de Toreno, pasando a ser la minería el principal sector económico local, llevando aparejada consigo la llegada del ferrocarril al municipio, el denominado Ponfeblino.

## Demografía
Cuenta con una población de 2855 habitantes (INE 2024).
La demografía de Toreno está ligada totalmente a la actividad minera, registrando un gran aumento de población en la primera mitad del siglo XX, debido al inicio de la extracción carbonera en los pozos del municipio.

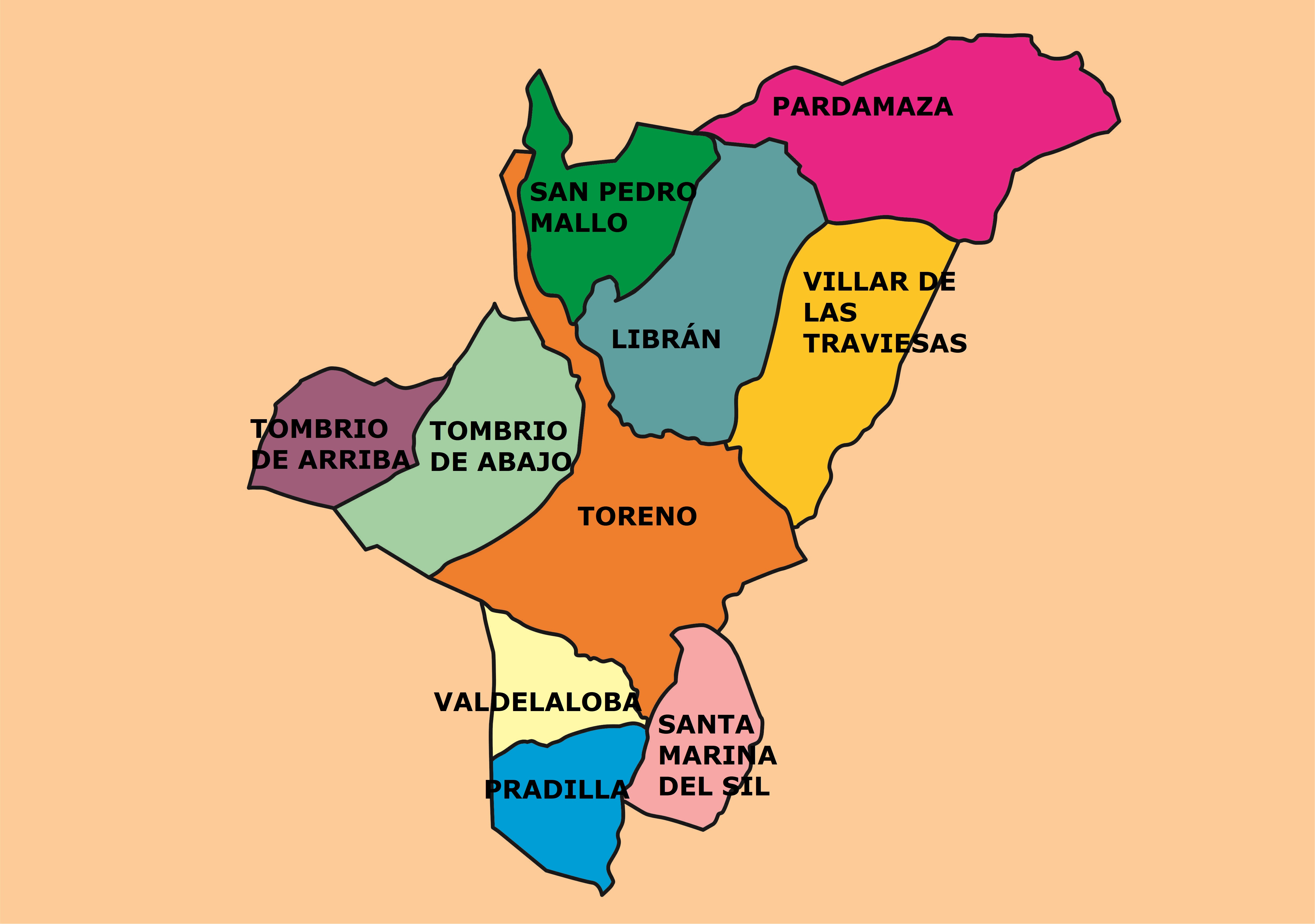
Mapa del municipio de Toreno con las jurisdicciones concejiles de cada uno de sus pueblos.

En la década de los setenta comenzó el declive, con el cierre de algunas explotaciones de la localidad. Tras ello el carbón entró en una larga crisis en la que continúa y las medidas de reconversión no han permitido que una gran parte de prejubilados mineros se quedara en los municipios, tampoco los jóvenes encuentran futuro en el municipio o el resto de la cuenca.
| Gráfica de evolución demográfica de Toreno entre 1842 y 2021 |
| |
| Población de derecho según los censos de población del INE. Población de hecho según los censos de población del INE. En 1991 se acrecienta este municipio porque incorpora parte de Fresnedo. |

### Población por pedanías (concejos) y núcleos
| Pedanía o Concejo       | Población (2024) | Núcleos                                                           |
| Librán                  | 50               |                                                                   |
| Pardamaza               | 26               |                                                                   |
| Pradilla                | 54               |                                                                   |
| San Pedro Mallo         | 700              | Matarrosa del Sil (675), San Pedro Mallo (20), Santa Leocadia (5) |
| Santa Marina del Sil    | 36               |                                                                   |
| Tombrio de Abajo        | 181              |                                                                   |
| Tombrio de Arriba       | 69               |                                                                   |
| Toreno                  | 1686             |                                                                   |
| Valdelaloba             | 34               |                                                                   |
| Villar de las Traviesas | 62               |                                                                   |
| Total                   | 2898             |                                                                   |
| ----------------------- | ---------------- | ----------------------------------------------------------------- |

## Economía

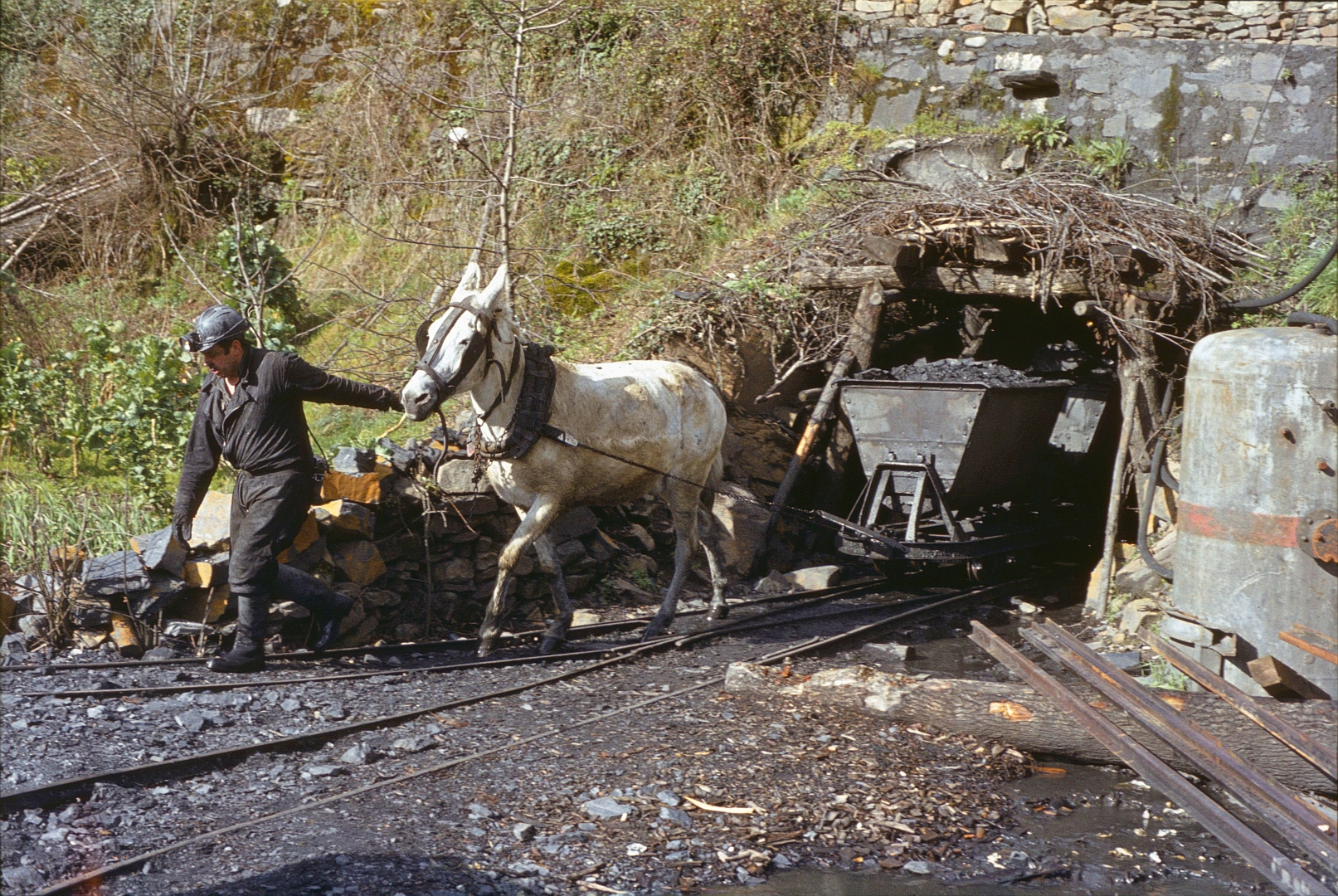
Mina de carbón en Matarrosa del Sil (abril de 1984)

Hasta el siglo XIX, la economía de Toreno estaba basada en la agricultura y ganadería de subsistencia. Sería a comienzos del siglo XX, cuando la economía cambiaría dramáticamente debido al inicio de la explotación de los recursos carboníferos. Construido para explotar los recursos del valle del Sil, el 23 de julio de 1919, el Ferrocarril de Ponferrada a Villablino empezó a rodar, lo que supuso el pistoletazo de salida para la explotación minera a gran escala. Las numerosas minas de carbón surgidas alrededor del pueblo, originaron un flujo migratorio muy importante, cambiando la economía del municipio para siempre.
También durante el siglo XX se construyó la central hidroeléctrica de Santa Marina del Sil y el canal desde la localidad de Matarrosa del Sil, lo que atrajo multitud de mano de obra para su construcción, siendo incluso necesario la construcción de un nuevo barrio para acomodar a los trabajadores.
La actividad extractiva del carbón experimentó un extraordinario auge debido a una fuerte protección estatal, desde el final de la Guerra Civil y durante toda la etapa autárquica. A partir de los años sesenta, la actividad carbonera sufrió los efectos de la apertura exterior y la relajación de la política proteccionista. Posteriormente, un proceso de ajuste, intensificado en las décadas de los años ochenta y noventa, acabó con muchas de las explotaciones mineras que permanecían activas. A día de hoy, en el municipio de Toreno sobrevive una empresa minera, UMINSA, perteneciente al grupo de Victorino Alonso, cuyas oficinas están situadas en el paraje de Alinos y en sus instalaciones se lava y carga el carbón. Dicha empresa, ha aglutinado a los trabajadores de las empresas mineras que operaban en el entorno hasta entonces, en unos casos absorbiendo a las empresas, y en otros recolocando a los trabajadores.
En la actualidad con la mejora de las comunicaciones por carretera y la cercanía de los polígonos industriales en poblaciones de alrededor, surgidos en la mayoría de las casos con ayudas proporcionadas por el plan MINER, muchas personas residen en el municipio pero trabajan fuera de él.
Una factoría de Biodiésel se estableció entre Toreno y Valdelaloba en 2012, cerrando esta en 2016 debido a haberse quedado fuera de los cupos obligatorios de fabricación de biocarburantes para el mercado nacional

## Administración y política
El Ayuntamiento de Toreno está formado por 11 concejales. Además el municipio está dividido en diez pedanías (concejos), donde gobiernan las Juntas Vecinales. En el año 1987 se integró en el municipio el pueblo de Tombrio de Arriba, por disolución del municipio de Fresnedo.

### Lista de alcaldes sucesivos
| Periodo                   | Nombre                    | Partido             | Otros cargos           |
| ------------------------- | ------------------------- | ------------------- | ---------------------- |
| Alcaldes de la dictadura  |                           |                     |                        |
| ¿-?                       | Melquiades Tomé Velasco   | Movimiento Nacional |                        |
| ¿-?                       | José Valladares Rodríguez | Movimiento Nacional |                        |
| ¿-1979                    | Orencio Puerta Ordóñez    | Movimiento Nacional |                        |
| Alcaldes constitucionales |                           |                     |                        |
| 1979-1991                 | José Luis Merino García   | PSOE                | Diputado provincial    |
| 1991-1995                 | Ángel Velasco Rubial      | PP                  |                        |
| 1995-1999                 | Demetrio Martínez         | PSOE                |                        |
| 1999-2003                 | Ángel Velasco Rubial      | PP                  |                        |
| 2003-2015                 | Pedro Muñoz Fernández     | UPL, desde 2007 PP  | Procurador (2007-2015) |
| 2015-2019                 | Laureano González Álvarez | PSOE                |                        |

### Ayuntamiento
| Partido político                         | 2019 | 2019       | 2019 |
| Partido político                         | %    | Concejales |      |
| Partido Socialista Obrero Español (PSOE) | 44,4 | 5          |      |
| Podemos                                  | 16,2 | 2          |      |
| Partido Popular (PP)                     | 16,2 | 2          |      |
| Coalición por el Bierzo (CB)             | 9,3  | 1          |      |
| Izquierda Unida (IU)                     | 7,8  | 1          |      |
| USE Bierzo                               | 4,7  | 0          |      |

## Servicios públicos
- Centro de salud, sede de la zona básica de salud de Toreno del Sacyl.
- Puesto de la Guardia Civil.
- Puesto de primeros auxilios de Protección Civil (antiguo puesto de socorro de Cruz Roja).
- Oficina de Correos y Telégrafos.
- Colegio de Educación Infantil y Primaria Valladares Rodríguez.
- Instituto de educación secundaria obligatoria y bachillerato, La Gándara
- Casa de la Cultura, construida a primeros del siglo XX, reconstruida en la década de los 80.
- Polideportivo municipal
- Campo de fútbol municipal El Campón
- Piscina municipal
- Biblioteca pública municipal
- Centro de día Orlando López Vieiros
- Guardería
- Residencias para personas de la tercera edad Las Candelas y Conde de Toreno

## Cultura

### Patrimonio

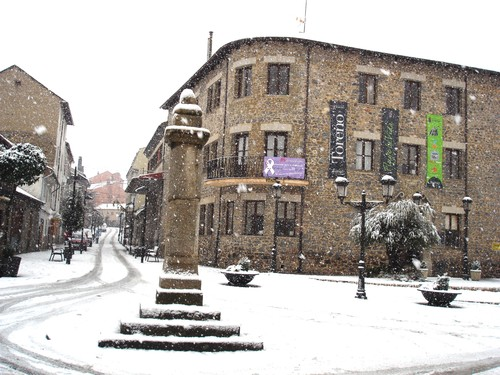
Picota de Toreno

- Iglesia Parroquial de San Juan Bautista.
- Ermita de San Roque, en el barrio de Torenillo.
- Picota.
- Ayuntamiento.
- Casa de los Escribanos.
- Palacio del Conde de Toreno

### Fiestas
- 4 de diciembre — Santa Bárbara, patrona de los mineros. Festivo en todo el municipio.
- Toreno — 24 de junio, San Juan Bautista
- Barrio de Torenillo— 28 de junio, San Pedro